# Torre Baró-Vallbona (métro de Barcelone)
Torre Baró | Vallbona est une station de la ligne 11 du métro de Barcelone.

## Situation sur le réseau
La station se situe en surface, au niveau de l'avenue d'Escolapi Càncer (Avinguda d'Escolapi Càncer), sur le territoire de la commune de Barcelone, dans le district de Nou Barris. Elle s'intercale entre les stations Casa de l'Aigua et Ciutat Meridiana de la ligne 11.

## Histoire
La station ouvre au public en 2003, à l'occasion de la mise en service de la ligne 11.

## Services aux voyageurs

### Accès et accueil
La station dispose de deux voies et deux quais latéraux.

### Intermodalité
La station permet la correspondance avec la gare de Torre del Baró, où passent quatre lignes de trains de banlieue et régionales opérées par Renfe Operadora.